# Grec crétois
Le dialecte crétois ou grec crétois (en grec Κρητική διάλεκτος, Kritikí diálektos) ou encore simplement crétois (Κρητικά, Kritiká) est un dialecte du grec moderne, parlé par plus d’un demi-million de personnes en Crète et plusieurs milliers dans la diaspora.

## Distribution géographique
Le dialecte crétois est parlé par une majorité de Grecs crétois sur l’île de Crète, ainsi que par plusieurs milliers de Crétois qui se sont installés dans les grandes villes grecques du continent, notamment Athènes. Dans les centres principaux de la diaspora grecque, le dialecte continue à être utilisé par les Crétois, surtout aux États-Unis, en Australie et en Allemagne. De plus, les descendants de nombreux musulmans crétois qui quittèrent l’île au cours des XIXe et XXe siècles l’utilisent toujours. En Turquie, ils sont appelés Turcs crétois. Un autre groupement de musulmans crétois se trouve à Al-Hamidiyah, en Syrie, et dans les territoires voisins au Liban.

## Utilisation
Le dialecte local est rarement utilisé à l’écrit. Pourtant, les Crétois ont l’habitude de s'en servir pour la communication quotidienne. Le crétois n’est pas très différent des autres dialectes grecs et du grec standard et est tout à fait intercompréhensible. Maintes organisations crétoises tentent de préserver leur culture ainsi que leur dialecte, qui ne semble pas en danger d’extinction. Certains chercheurs font l'hypothèse que le crétois aurait pu devenir la base du grec moderne standard, étant donné son histoire florissante et ses succès littéraires. Selon eux, ce processus fut interrompu en 1669 par la conquête ottomane.

## Histoire
Comme tous les autres dialectes grecs⁣⁣, à l’exception du tsakonien et, à un certain niveau, du griko, le crétois provient de la koinè. Sa structure et son vocabulaire ont gardé des différences par rapport au grec standard, dues à la distance qui sépare l'île des principaux centres grecs.
Il y a également des influences d’autres langues. La conquête de la Crète par les Arabes en 824 a principalement laissé des toponymes. Pourtant, l’influence vénitienne semble avoir été plus importante, car l’île resta sous contrôle vénitien durant presque cinq siècles. De nombreux toponymes, noms et mots proviennent du vénitien du début des temps modernes, qui renforça l’influence du latin déjà présent à la période romaine et au début de l'Empire byzantin. Après la conquête ottomane de 1669, un important afflux turc entra également dans le vocabulaire crétois. Les emprunts, comme c’est le cas habituellement, sont surtout lexicaux : l’arabe, le turc, et le vénitien ont eu peu ou pas d'influence sur la ⁣⁣grammaire⁣⁣, ainsi que sur la syntaxe. Au début du XXe siècle et à cause de l’évolution de la technologie puis du tourisme, des termes anglais, français et allemands sont utilisés.

## Littérature
Les œuvres médiévales suggèrent que le grec moderne commença à se former dès le XIIe siècle, avec une de ses premières œuvres, l’épopée de Digénis Akritas. Pourtant, la première véritable activité littéraire qui fut assez importante pour être qualifiée de « littérature grecque moderne » revient au dialecte crétois, au XVIe siècle.
Erotókritos est sans aucun doute le chef-d’œuvre de la littérature crétoise, et certainement une des plus grandes réussites de la littérature grecque moderne. Cette œuvre, écrite autour de 1600 par Vicenzos Kornaros (1553-1613), est un écrit romantique de 10 012 vers de 15 syllabes. Le poète y relate les épreuves et les tribulations de deux jeunes amoureux, Erotókritos et Aretoúsa, fille d’Héraclès, le roi d’Athènes. Ce conte bénéficia d’une énorme popularité dans le lectorat grec.
Les poètes de la période de la littérature crétoise (XVe - XVIIe siècles) utilisèrent le dialecte crétois parlé. La tendance à purger la langue d’éléments d’origine étrangère fut surtout représentée par Chortatsis, Kornaros, les poètes anonymes de Voskopoula ainsi que par le Sacrifice d’Abraham, dont les œuvres soulignent le pouvoir expressif du dialecte. Comme cela est stipulé dans la théorie pseudo-aristotélicienne du decorum, les héros de ces ouvrages utilisent un vocabulaire analogue à leur statut social et à leur éducation. C’est grâce à cette convention que les comédies crétoises ont été écrites dans une langue qui mêle des italicismes et des latinismes au dialecte local, comparable à la langue parlée alors par les classes moyennes des villes crétoises. La période qui sépare Antonios Achelis, auteur du Siège de Malte (1570), à Chortatsis et Kornaros est trop court pour penser que le dialecte crétois que nous lisons dans les textes de ces deux derniers auteurs s’est formé à partir de rien. La seule explication est donc que les poètes à la fin du XVIe siècle utilisaient consciemment une préférence linguistique particulière – ils tendaient à un style de langue pur pour leur littérature et, via la langue, une identité spécifique par rapport à la production littéraire de la Grèce continentale.
La florissante école crétoise subit un coup d’arrêt avec la prise de l’île au XVIIe siècle par les Turcs. Les ballades des klephtes, survécurent pourtant à partir du XVIIIe siècle : ces chants mettent en scène des soldats grecs des montagnes qui portèrent la guérilla contre les Turcs.
De nombreux auteurs grecs ont intégré des éléments littéraires crétois dans leurs œuvres respectives. Parmi eux, Níkos Kazantzákis, célèbre pour ses contributions littéraires écrites en grec standard. Ce paradigme, surtout, a aidé Kazantzákis à écrire des œuvres significatives, comme Zorba le Grec, ce qui lui permit d’obtenir une reconnaissance dans de nombreux cercles internationaux.